# Conferência de Bloudan de 1946
A Conferência de Bloudan de 1946 (transliteração árabe: al-Mu'tamar al-'Arabi al-Qawmi fi Bludan) foi uma cúpula de líderes árabes convocada pelo Conselho da Liga Árabe em 1946, para avaliar o relatório do Comitê Anglo-Americano publicado em 20 de abril de 1946. Foi a segunda vez que líderes de países árabes se reuniram na cidade da Síria para avaliar uma proposta para a Palestina, nove anos após a Conferência de Bloudan de 1937 rejeitar o Plano Peel. 

## História
A reunião ocorreu entre os dias 8 a 12 de junho de 1946. Foram criadas duas comissões: a comissão de assuntos internos ficou responsável por discutir a assistência aos árabes palestinos; e a comissão de assuntos externos buscou redigir uma resposta ao relatório do Comitê Anglo-Americano de 20 de abril.
Na comissão de assuntos internos, Jamal al-Husayni propôs a criação de um exército árabe combinado para invadir e ocupar a Palestina e expulsar os sionistas. A proposta recebeu apoio de Palestina, Jordânia, Síria e Iraque, mas foi rejeitada após oposição da Arábia Saudita e do Egito. O Egito tinha interesse na retirada dos britânicos de seu país, e temia que tal ação pudesse atrapalhar as negociações.
A comissão de assuntos externos aprovou uma série de decisões, algumas delas foram tornadas públicas e outras foram mantidas confidenciais. As decisões confidenciais constaram em atas à parte, com uma cópia entregue diretamente aos líderes árabes presentes, mas sem registro na documentação oficial, e só foram conhecidas posteriormente.
Entre as decisões públicas, destacam-se: a rejeição da divisão da Palestina e a proibição de imigração; a negociação junto aos britânicos pelo desarmamento dos grupos judeus na Palestina; a formação do Alto Comitê Árabe, para coordenação com a Alta Autoridade Árabe para a Palestina, liderada por Amin al-Husayni; a criação de comitês de defesa da Palestina em todos os países árabes, e a implantação de um boicote às instituições e empresas sionistas (pela interrupção da exportação de matérias-primas); a criação de um fundo árabe para apoio à Palestina. As decisões secretas envolviam boicote cultural e econômico ao Reino Unido e aos Estados Unidos, denúncia à ONU e, caso a situação evoluísse para um confronto armado, o envio de dinheiro, armas e combatentes para ajuda aos árabes palestinos. 